# Val de Briey
Val de Briey is een gemeente in het Franse departement Meurthe-et-Moselle in de regio Grand Est. De plaats maakt deel uit van het arrondissement Briey. Op 1 januari 2022 telde de gemeente 7.906 inwoners.
Val de Briey is een commune nouvelle, op 1 januari 2017 ontstaan door de fusie van de gemeenten Briey, Mance en Mancieulles, die hierdoor communes déléguées werden. Bij de fusie telde Briey 5948 inwoners, Mance 612 inwoners en Mancieulles 1849 inwoners.

## Geografie
De oppervlakte van Val de Briey bedroeg op 1 januari 2022 38,91 vierkante kilometer; de bevolkingsdichtheid was toen 203,2 inwoners per km².
Briey ligt centraal in de nieuwe gemeente. Ten noordwesten daarvan ligt Mance en Mancieulles ligt in het uiterste noordwesten van de gemeente.
De Woigot stroomt door de gemeente. Een groot deel van de gemeente maakt deel uit van het bosgebied forêt de Moyeuvre.
De onderstaande kaart toont de ligging van Val de Briey met de belangrijkste infrastructuur en aangrenzende gemeenten.

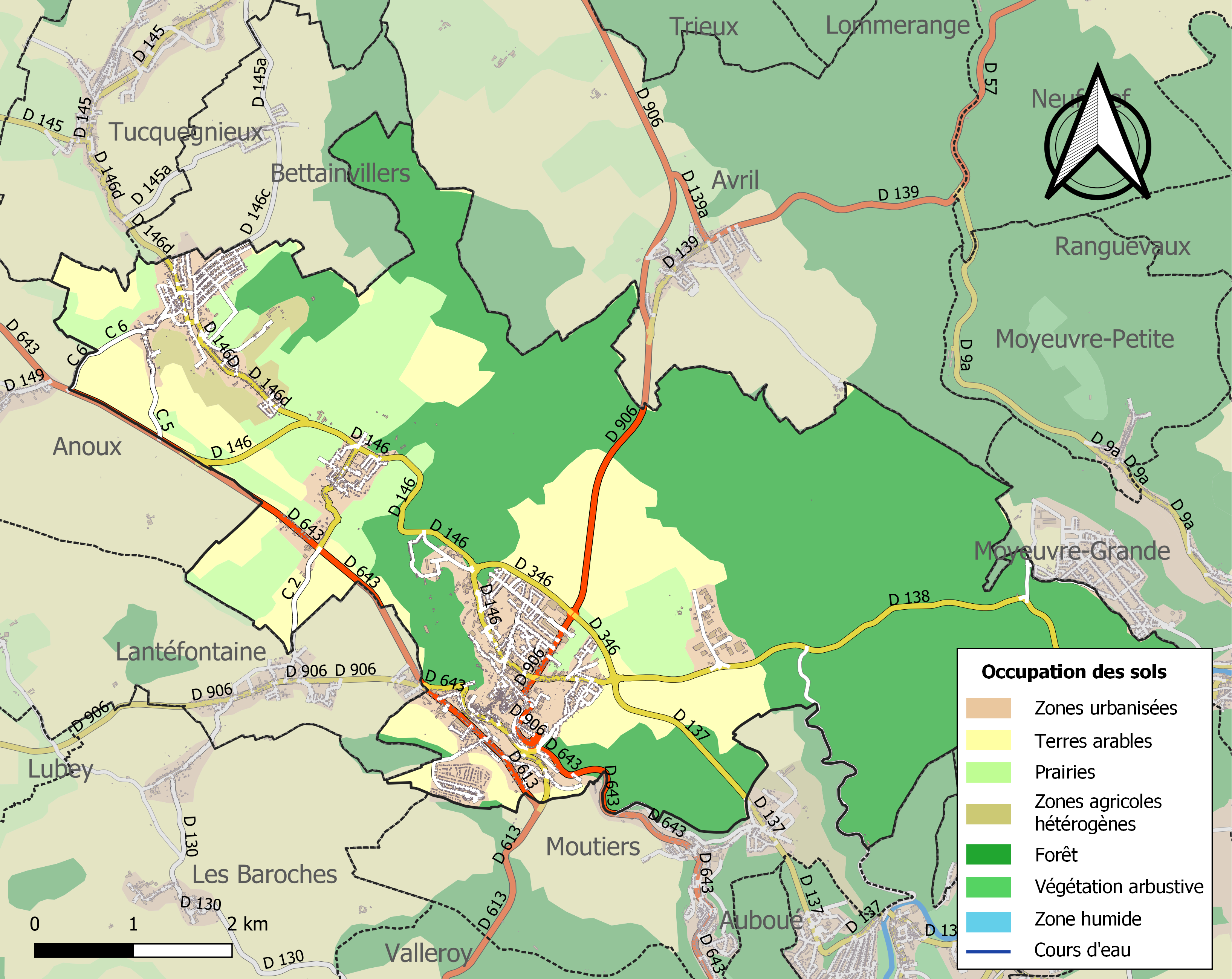

Abbéville-lès-Conflans · Affléville · Anderny · Anoux · Audun-le-Roman · Avillers · Avril · Les Baroches · Béchamps · Bettainvillers · Beuvillers · Domprix · Fléville-Lixières · Gondrecourt-Aix · Joppécourt · Joudreville · Jœuf · Landres · Lantéfontaine · Lubey · Mairy-Mainville · Malavillers · Mercy-le-Bas · Mercy-le-Haut · Mont-Bonvillers · Mouaville · Murville · Norroy-le-Sec · Ozerailles · Piennes · Preutin-Higny · Sancy · Thumeréville · Trieux · Tucquegnieux · Val de Briey · Xivry-Circourt